# ヘスス・メイド
ヘスス・アレクサンダー・メイド（Jesús Alexander Made, 2007年5月8日 - ）は、ドミニカ共和国サン・クリストバル州サン・クリストバル出身のプロ野球選手（内野手）。右投両打。MLBのミルウォーキー・ブルワーズ傘下所属。

## 経歴

### プロ入りとブルワーズ傘下時代
2024年1月にインターナショナル・フリーエージェントでミルウォーキー・ブルワーズと契約してプロ入り。傘下のルーキー級ドミニカン・サマーリーグ・ブルワーズでプロデビューし、51試合に出場して打率.331、6本塁打、28打点、28盗塁を記録した。